# Tirukkoyilur
Tirukkoyilur är en ort i Indien.   Den ligger i distriktet Villupuram och delstaten Tamil Nadu, i den södra delen av landet, 1 900 km söder om huvudstaden New Delhi. Tirukkoyilur ligger 104 meter över havet och antalet invånare är 28 337.
Terrängen runt Tirukkoyilur är platt. Runt Tirukkoyilur är det tätbefolkat, med 511 invånare per kvadratkilometer. Tirukkoyilur är det största samhället i trakten. Trakten runt Tirukkoyilur består till största delen av jordbruksmark.